# Wurzen
Wurzen é um município da Alemanha, situado no distrito de Leipzig, no estado da Saxônia. Tem 68,54 km² de área, e sua população em 2019 foi estimada em 16.209 habitantes.